# غرانت غريغوري
غرانت غريغوري (بالإنجليزية: Grant Gregory)‏ هو لاعب كرة قدم أمريكية أمريكي، ولد في 10 مارس 1986 في West Point, New York ‏ في الولايات المتحدة.